# 河北石油职业技术大学承德校区
河北石油职业技术大学承德校区，原承德石油高等专科学校，是中国一所中央与地方共建、以河北省人民政府管理为主的公办本科层次职业学校分校区。学校位于河北省承德市。

## 历史
学校始于1903年创办于天津的“北洋工艺学堂”，是中国兴办最早的高等工业职业院校。1905年学校创建的实习工场是中国创办时间最早的高等学校校办实习工厂之一。学校1952年开始面向石油工业服务，1958年迁至河北省承德市，更名为承德石油高等专科学校（简称“承德油专”或“承油高专”）。2000年学校管理体制由隶属于中国石油天然气集团公司转为中央与地方共建，以河北省人民政府管理为主。2002年10月，教育部校史论证专家组经过论证确认，学校起源于高等教育层次，办学历史连续，承绪分明，已有百年历史。
学校1997年被原中国国家教委确定为首批“全国示范性普通高等工程专科重点建设学校”，2005年在高职高专院校人才培养工作水平评估中评价为优秀，2006年被确定为首批河北省重点建设示范性高职院校。
2020年10月10日，河北省教育厅发布公示，拟将独立学院河北工业大学城市学院、高专院校承德石油高等专科学校两院（校）合并转设，组建公办本科层次职业学院河北石油职业技术大学，由河北省教育厅直属。
2021年1月25日，经中华人民共和国教育部批准，原由河北工业大学管理的独立学院河北工业大学城市学院脱离该校管理，与高专学校承德石油高等专科学校两校（院）合并转设，重新组建为公办本科层次职业学校河北石油职业技术大学，由河北省人民政府领导管理。
学校校训为道艺兼修，敬业乐群。